# Dominique Anel
Dominique Anel (Tolosa, 1679 – Parigi, 1730) è stato un medico francese.
Chirurgo dell'esercito francese, fu medico personale di Maria Giovanna Battista di Savoia. Si occupò sia dell'allacciatura degli aneurismi sia della cura della fistola lacrimale. Mise a punto una specie di siringa, che verrà poi perfezionata da Charles Pravaz.